# Aafje Anders
Aafje Anders is een Nederlandse krantenstrip van de Toonder Studio's, die werd bedacht en geschreven door Andries Brandt. De strip werd aanvankelijk getekend door Jan van Haasteren en later door de Britse tekenaar Robert Hamilton met Richard Klokkers voor de achtergronden.
De strip gaat over de avonturen van de achttienjarige Aafje die met bij haar inventieve opa in het landelijk en wat saaie Mikkum woont. Aafje probeert steeds of dingen ook anders kunnen. Haar pogingen om de verveling te verdrijven vormen een ernstige bedreiging voor de landelijke rust. De verhalen spelen zich overigens grotendeels in Amsterdam af. De strip was de opvolger van Horre, Harm en Hella. Het dagblad De Telegraaf had de makers van die strip gevraagd om in de plaats ervan met iets lichtvoetigers te komen. In tegenstelling tot Horre, Harm en Hella, is Aafje Anders geen tekststrip maar een strip met tekstballonnen.

## Publicatie
Aafje Anders verscheen van 20 maart 1971 tot en met 17 april 1973 dagelijks in De Telegraaf. In totaal verschenen er tien verhalen. Van 1983 t/m 1987 gaf uitgeverij Arboris zeven verhalen uit in drie albums in de reeks Uit de Toonder Studio's.